# Victor Muller

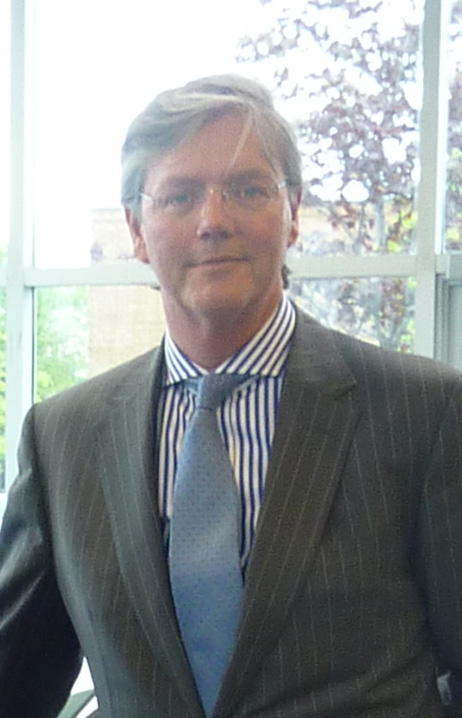
Victor Muller

Victor Roberto Muller (* 13. September 1959) ist ein niederländischer Geschäftsmann und Unternehmer. Er war Gründer und CEO des holländischen Automobilfabrikanten Spyker Cars.
Muller studierte Jura an der Universität Leiden. Nach dem Examen 1984 wurde er Anwalt in der Amsterdamer Sozietät Baker & McKenzie. Ab 1989 betätigte er sich in verschiedenen Bereichen als Unternehmer. Mit einem Partner gründete er im Jahr 2000 die niederländische Automobilfirma Spyker Cars. Bis Mai 2007 war er auch Chief Executive Officers dieses Unternehmens und wurde gefolgt von Michiel Mol. Muller arbeitete für das Unternehmen weiter eine Zeit lang als Chefdesigner, dann kehrte er noch im selben Jahr auf die Position des CEO zurück, als Folge der Aufspaltung von Spyker Cars und Spyker F1 (später Force India), während Mol CEO für letztere blieb.
Mit dem Kauf des schwedischen Unternehmens Saab Automobile am 23. Februar 2010 von General Motors war Muller auch Vorstandsvorsitzender der neu gegründeten Saab Spyker Automobiles N.V.